# Løken
Løken is een plaats in de Noorse gemeente Aurskog-Høland, fylke Akershus. Løken telt 942 inwoners (2007) en heeft een oppervlakte van 1,15 km².